# Sandris Bērziņš
Sandris Bērziņš (Cēsis, URSS, 15 de julio de 1976) es un deportista letón que compitió en luge en la modalidad doble. Ganó una medalla de plata en el Campeonato Mundial de Luge de 2003.

## Palmarés internacional
| Campeonato Mundial | Campeonato Mundial | Campeonato Mundial | Campeonato Mundial |
| Año                | Lugar              | Medalla            | Prueba             |
| ------------------ | ------------------ | ------------------ | ------------------ |
| 2003               | Sigulda (Letonia)  | Medalla de plata   | Equipo             |